# Holubinka fialovonohá
Holubinka fialovonohá (Russula violeipes), jinak také holubinka bukovka žlutá, je druh houby z čeledi holubinkovitých (Russulaceae).

## Znaky
Klobouk je 3–11 cm široký, v mládí polokulovitý se postupně rozevírá na klenutý až plochý se středovou prohlubinkou. Okraje jsou u dospělých plodnic jemně rýhované. Pokožka je sametová, ojíněná, barvu má slámovou, citronovou, zelenožlutou, olivovou, zelenofialovou až hnědou, špatně se slupuje.
Lupeny jsou bílé až krémové, úzké, mastné, u třeně jsou volné, na klobouku jsou hustě uspořádané. Výtrusný prach je krémový.
Třeň je 2–7 cm dlouhý, válcovitý až kyjovitý, pevný, plný až komůrkatý, bílý až žlutavý, typický fialový nádech se v průběhu vývoje plodnice šíří od středu po celém povrchu třeně, báze je zašpičatělá.
Dužnina je masitá, tvrdá, bílá, moučnatá, voní po topinamburech, slanečcích či surimi tyčinkách, chuťově je velmi příjemná, nasládlá.

## Užití
Jedlá houba

## Ekologie
Od července do října roste tato holubinka nehojně na humidním, kyselém podloží s preferencí buků a smrků.

## Rozšíření
Druh je obecně rozšířen v Evropě, dále se vyskytuje v Japonsku.

## Galerie

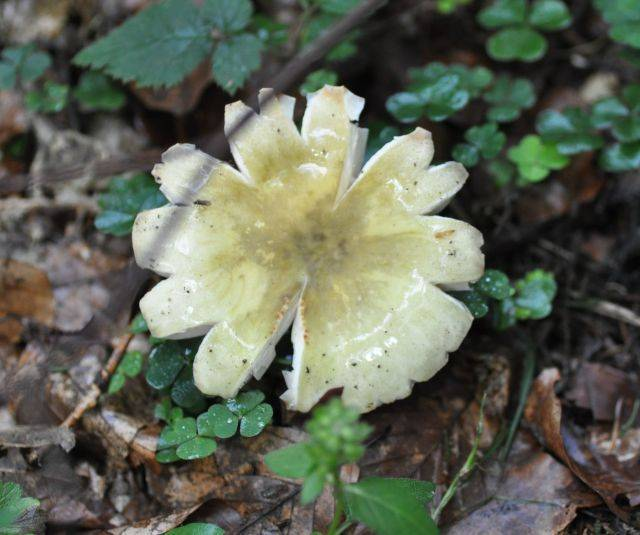
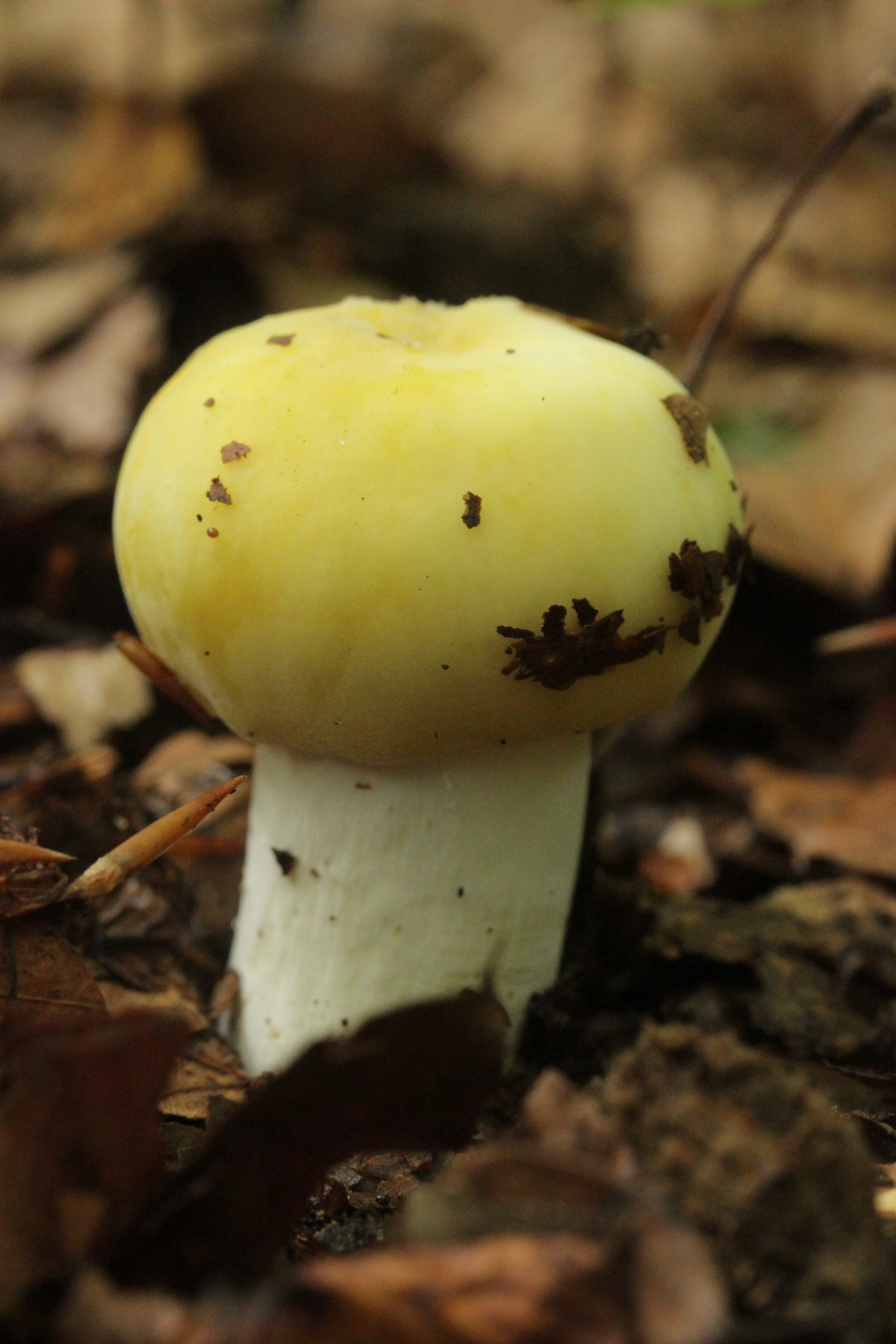
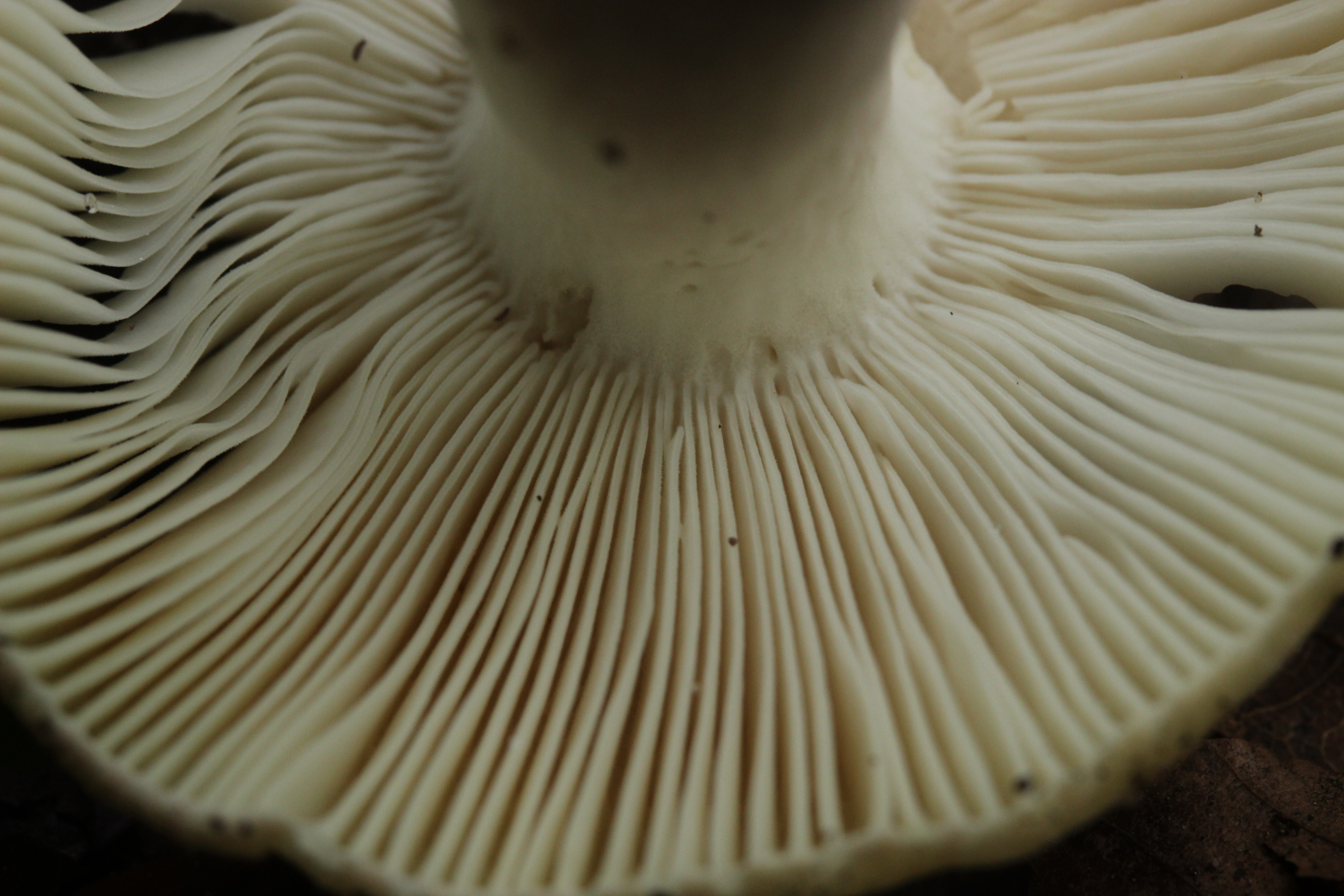
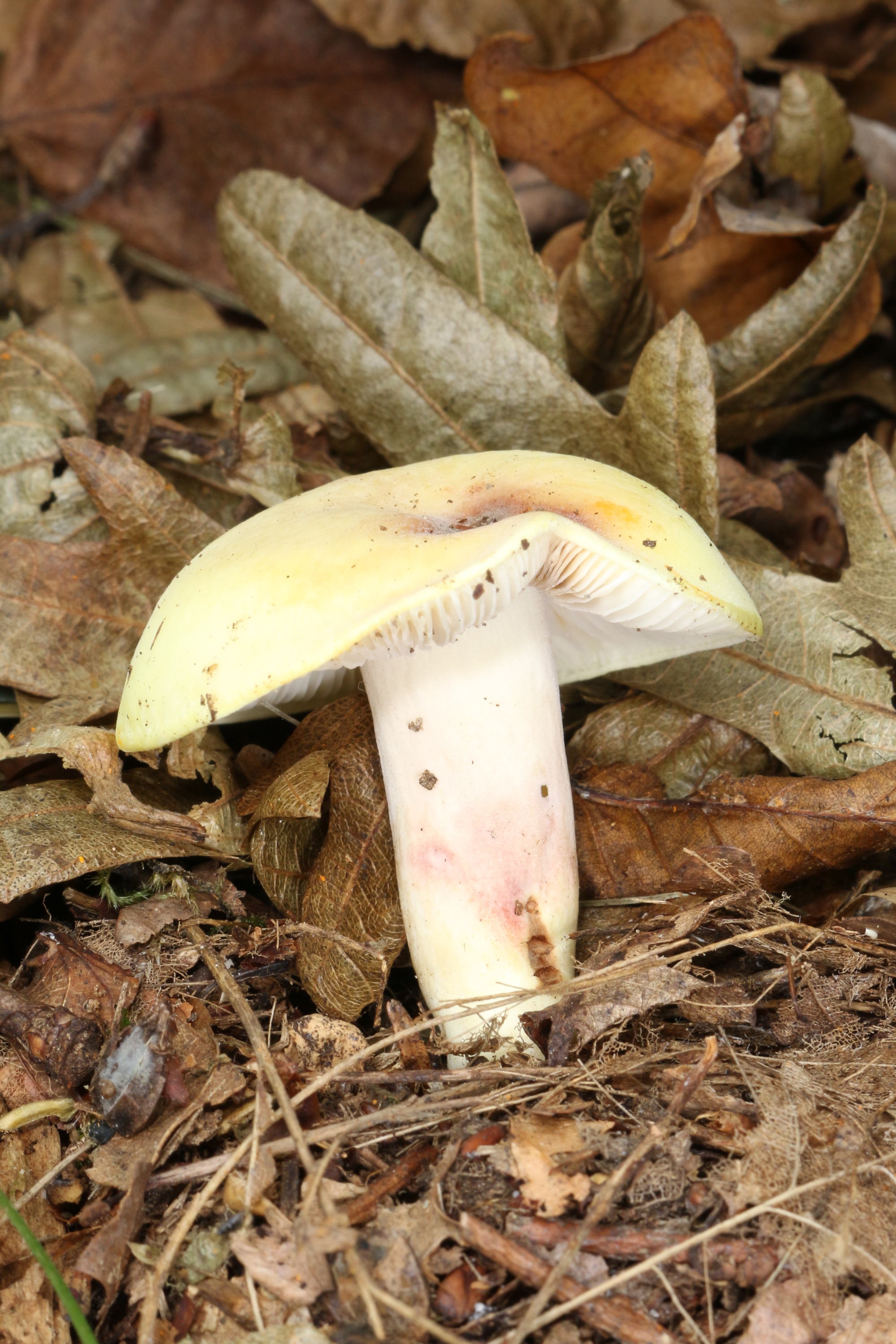

## Možnost záměny

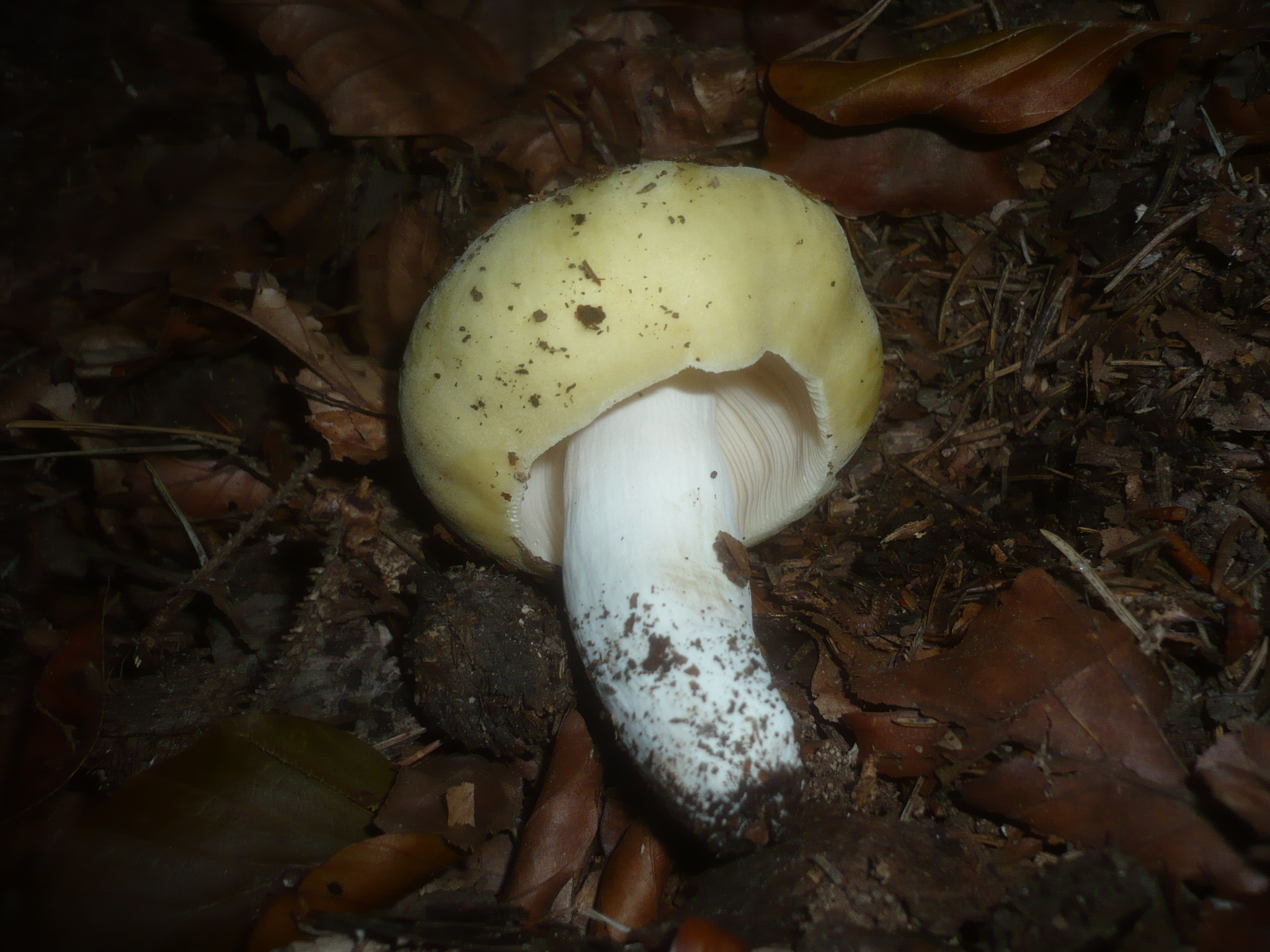
holubinka fialovonohá citronová

- Holubinka citronová (Russula violeipes f. citrina) - uváděna jako poddruh holubinky fialovonohé (jako holubinka fialovonohá citronová)[1]
- Holubinka půvabná (Russula amoena)
- Holubinka úhledná (Russula amoenicolor)[2]